# Liste der Monuments historiques in La Ferté-Alais
Die Liste der Monuments historiques in La Ferté-Alais führt die Monuments historiques in der französischen Gemeinde La Ferté-Alais auf.

## Liste der Bauwerke
| Bezeichnung                       | Beschreibung | Standort | Kennzeichnung | Schutzstatus | Datum | Bild |
| --------------------------------- | ------------ | -------- | ------------- | ------------ | ----- | ---- |
| Kirche Notre-Dame de l’Assomption |              | (Lage)   | PA00087912    | Classé       | 1862  |      |

## Liste der Objekte
- Monuments historiques (Objekte) in La Ferté-Alais in der Base Palissy des französischen Kultusministeriums